# Stuart Piggott
Stuart Ernest Piggott, CBE, FBA, FSA, FRSE, FSA, Scot (28 de mayo de 1910 – 23 de septiembre de 1996) fue un arqueólogo británico con proyección mundial, muy reconocido también por su trabajo en la prehistoria de Wessex .

## Nacimiento
Piggott nació en Petersfield, Hampshire, hijo de G.H.O. Piggott, se educó allí, en el Churcher's College.

## Carrera
Al dejar la escuela. en 1927, Piggott asumió un puesto como asistente en el Reading Museum, donde se formó como experto en cerámica neolítica. En 1928 se unió a la Royal Commission on the Ancient and Historical Monuments of Wales y pasó los siguientes cinco años desarrollando un estudio revolucionario del sitio arqueológico de Butser Hill, cerca de Petersfield. También trabajó con Eliot Cecil Curwen en sus excavaciones, en el recinto de fosos de The Trundle, en Sussex .
En la década de 1930, comenzó a trabajar para Alexander Keiller, un arqueólogo aficionado que financió su trabajo con las ganancias de su negocio en Dundee Marmalade. Los dos excavaron numerosos lugares arqueológicos  en Wessex incluyendo Avebury y Kennet Avenue. En 1933, se unió a su amigo Grahame Clark para escribir el artículo muy significativo, "The age of the British flint mines" (Antiquity, 1933). La controversia resultante condujo a la fundación de la Prehistoric Society.
Todavía sin ningún reconocimiento formativo como arqueólogo, Piggott se matriculó en el Mortimer Wheeler's Institute of Archaeol, Londres, obteniendo su diploma en 1936. También fue aquí donde conoció a su mujer, Peggy (Margaret Guido). En 1937 publicó otro artículo esencial, "The early Bronze Age in Wessex", y con su esposa se unió, en junio de 1939, a las excavaciones de la cámara funeraria en Sutton Hoo. por invitación de Charles Phillips.
Durante la Segunda Guerra Mundial Piggott trabajó como intérprete de fotografías aéreas. Fue enviado a la India, donde pasó un tiempo estudiando la arqueología del subcontinente, lo que finalmente lo llevó a escribir los libros Some Ancient Cities of India (1946) e Prehistoric India (1950). Estas experiencias le proporcionaron una valiosa visión externa de la Prehistoria europea, que le resultaría útil a su regreso a Gran Bretaña.
Después de la guerra fue a Oxford para estudiar el trabajo de William Stukeley, pero en 1946 se le ofreció la Cátedra Abercromby de Arqueología, en la Universidad de Edimburgo (ahora parte de la Escuela de Historia, Clásicos y Arqueología ), en sustitución de Gordon Childe. Piggott logró hacer de Edimburgo un Departamento de Arqueología de prestigio internacional. Continuó publicando ampliamente. Su libro Neolithic Cultures of the British Isles (1954) fue muy influyente, hasta que las pruebas de datación por radiocarbono expusieron fallos en su cronología. Piggott consideró que la datación por radiocarbono era "arqueológicamente inaceptable", porque todas las demás pruebas apuntaban a que sus fechas eran correctas.
Ancient Europe (1965) siguió siendo un estudio popular de la prehistoria del Viejo Mundo durante más de veinte años, demostrando su visión de la solidaridad y la continuidad del pasado en Europa. En 1958, Piggott publicó un estudio de la prehistoria escocesa, Scotland before History, y en 1959 un volumen introductorio popular, Approach to Archaeology.
Fue presidente de la Sociedad Prehistórica de 1960 a 1963, presidente de la Society of Antiquaries of Scotland de 1963 a 1967; presidente del Council for British Archaeology de 1967 a 1970 y fideicomisario del British Museum entre 1968 y 1974). En 1963, produjo un análisis exhaustivo de la cultura Beaker en Gran Bretaña, publicado como parte de un  Libro-homenaje dedicado a Cyril Fox. 
El interés de Piggott en la historia temprana de la práctica de la arqueología lo llevó a escribir The Druids, en 1968; otros libros incluyeron Prehistoric Societies (con Grahame Clark); The Earliest Wheeled Transport (1983), seguido de su secuela, Wagon, Chariot and Carriage (1992). Su último libro fue Ancient Britain and the Antiquarian Imagination (1989).
Murió de un ataque al corazón, en su casa, cerca de Wantage, en Oxfordshire, el 23 de septiembre de 1996. Sus restos fueron incinerados, el 30 de septiembre en el crematorio de Oxford.

## Familia
El 12 de noviembre de 1936 se casó con Celia Margaret Preston, arqueóloga y especialista en hallazgos; se habían conocido cuando eran estudiantes en el Instituto de Arqueología de Londres. En 1954, su relación había terminado y se divorciaron en 1956. Ella se había hecho más conocida bajo su segundo nombre de casada, Margaret Guido.

## Excavaciones
Los sitios que excavó (a menudo con Richard Atkinson) incluyeron Cairnpapple Hill en West Lothian; Smithy de Wayland en Oxfordshire; y West Kennet Long Barrow y Stonehenge en Wiltshire.

## Honores
En 1957 fue elegido miembro de la Royal Society of Edinburgh. Sus padrinos fueron Robert Schlapp, David Whitteridge, Sidney Newman y James Ritchie.
Recibió el CBE en 1972 y numerosos premios académicos de Instituciones en Gran Bretaña y en el extranjero. Se retiró de la cátedra Abercromby en 1977 y recibió la medalla de oro de la Society of Antiquaries of London en 1983 y la Medalla Grahame Clark de la Academia Británica en 1992.

## Legado
Vincent Megaw comentó que "como ha dicho [Piggott] mismo, aunque ha realizado una buena cantidad de trabajo de campo y excavación, su principal preocupación ha sido elaborar trabajos de síntesis e interpretación". Megaw añadió que Piggott veía "la Arqueología como una ostra para ser saboreada entera y no simplemente para ser sujetada a las minucias de los análisis de macrofauna y análisis de radiación".
El historiador Ronald Hutton afirmó que "un aspecto de su grandeza fue el de que fomentó el estudio de las antigüedades modernas tempranas, como parte integral de la autoconciencia de su profesión".
En 1968, varios antiguos alumnos y colegas de Piggott reunieron una colección de ensayos dedicados a él, titulada Studies in Ancient Europe.
En 1976, Megaw publicó un segundo Libro-homenaje, que ensalzaba y valoraba el trabajo de Piggott sobre la arqueología de Asia y las Américas.
En la película de 2021 The Dig, que narraba la historia de las excavaciones de Sutton Hoo, Piggott fue interpretado por Ben Chaplin, aunque la película se tomó algunas licencias creativas respecto de su matrimonio con su mujer Peggy.

## Publicaciones
Marjorie Robertson compiló una lista de los libros de Piggott hasta 1975 para su Libro-Homenaje.
| Año de publicación | Título | Coautor(es)                 | Editor                                                                                            |
| ------------------ | --- | --------------------------- | ------------------------------------------------------------------------------------------------- |
| 1935               | El progreso del hombre primitivo                                                                                                  |                             | A. y C. Black (Londres)                                                                           |
| 1944               | Algunas ciudades antiguas de la India                                                                                             |                             | Prensa de la Universidad de Oxford (Bombay)                                                       |
| 1948               | Fuego entre las ruinas |                             | Prensa de la Universidad de Oxford (Londres)                                                      |
| 1949               | Prehistoria británica |                             | Prensa de la Universidad de Oxford (Londres)                                                      |
| 1950               | India prehistórica hasta el 1000 a.                                                                                               |                             | Pingüino (Harmondsworth)                                                                          |
| 1950               | William Stukeley: un anticuario del siglo XVIII                                                                                   |                             | Clarendon Press (Oxford)                                                                          |
| 1951               | Colina de Cairnpapple, West Lothian                                                                                               |                             | HMSO (Edimburgo)                                                                                  |
| 1951               | Un libro ilustrado del arte británico antiguo                                                                                     | Glyn Daniel                 | Prensa de la Universidad de Cambridge (Cambridge)                                                 |
| 1953               | William Camden y el Britannia |                             | Prensa de la Universidad de Oxford (Londres)                                                      |
| 1954               | Las culturas neolíticas de las islas británicas                                                                                   |                             | Prensa de la Universidad de Cambridge (Cambridge)                                                 |
| 1958               | Inventaria Archaeologica GB 25-34: Grupos de tumbas y tesoros de la Edad del Bronce Temprano y Medio de Escocia (volumen editado) | Margaret Stewart (editores) | Garraway (Londres)                                                                                |
| 1958               | Escocia antes de la historia |                             | Nelson (Londres)                                                                                  |
| 1959               | Aproximación a la Arqueología |                             | A. y C. Black (Londres)                                                                           |
| 1961               | The Dawn of Civilization (volumen editado)                                                                                        |                             | Támesis y Hudson (Londres)                                                                        |
| 1962               | Los pueblos prehistóricos de Escocia (volumen editado)                                                                            |                             | Routledge y Kegan Paul (Londres)                                                                  |
| 1962               | The West Kennet Long Barrow: Excavaciones 1955-1956                                                                               |                             | HMSO (Londres)                                                                                    |
| 1963               | Túmulo largo de West Kennet: Wiltshire                                                                                            |                             | HMSO (Londres)                                                                                    |
| 1965               | La antigua Europa desde los inicios de la agricultura hasta la antigüedad clásica: una encuesta                                   |                             | Editorial de la Universidad de Edimburgo (Edimburgo)                                              |
| 1965               | Sociedades prehistóricas (serie La historia de la sociedad humana)                                                                | Grahame Clark               | Hutchinson (Londres)                                                                              |
| 1967               | Celtas, sajones y los primeros anticuarios                                                                                        |                             | Editorial de la Universidad de Edimburgo (Edimburgo)                                              |
| 1968               | Los druidas |                             | Támesis y Hudson (Londres)                                                                        |
| 1970               | Arte celta temprano | Derek Allen                 | Editorial de la Universidad de Edimburgo para el Consejo de las Artes de Gran Bretaña (Edimburgo) |